# Tiền phong (báo)
Tiền phong là một cơ quan ngôn luận trực thuộc Trung ương Đoàn Thanh niên Cộng sản Hồ Chí Minh. Tính đến năm 2019, tên miền tienphong.vn được công ty thống kê dữ liệu Alexa của Hoa Kỳ xếp hạng thứ 72 trong số các trang web được truy cập nhiều nhất tại Việt Nam.

## Lịch sử
Ngày 16 tháng 11 năm 1953, Tiền phong xuất bản số báo đầu tiên tại bản Dõn (xã Minh Thanh, huyện Sơn Dương, tỉnh Tuyên Quang). Năm 1999, ấn phẩm thành lập Công ty Cổ phần Tiền phong và từ đây chính thức trở thành tờ báo đầu tiên trong nước sở hữu doanh nghiệp cổ phần. Năm 2020, ấn phẩm sáp nhập với Báo Sinh viên Việt Nam.

## Danh hiệu
| Năm  | Giải thưởng                   | Ct.   |
| ---- | ----------------------------- | ----- |
| 2013 | Huân chương Lao động hạng Nhì | [ 7 ] |
| 2018 | Huân chương Lao động hạng Ba  | [ 8 ] |